# Philip Gossett

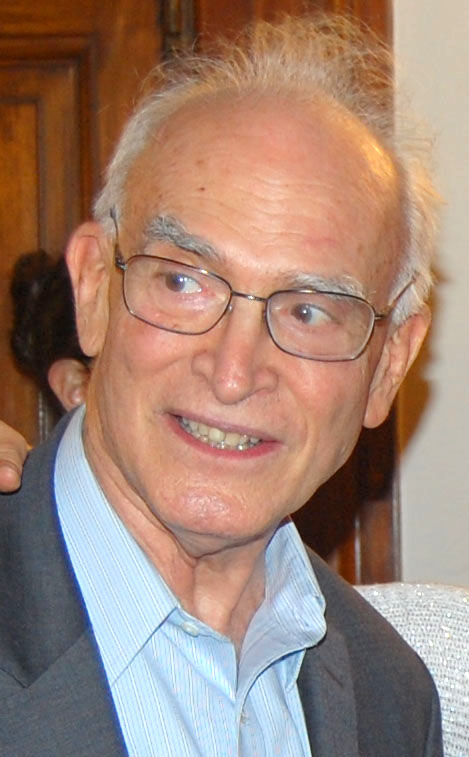
Philip Gossett

Philip Edward Gossett (* 27. September 1941 in New York; † 13. Juni 2017 in Chicago) war ein US-amerikanischer Musikwissenschaftler und Professor an der University of Chicago.
Gossett forschte primär über die Oper des 19. Jahrhunderts. Für seine 2006 erschienene Studie Divas and Scholars: Performing Italian Opera. hat er 2007 die Auszeichnung für das beste Buch über Musik von der amerikanischen Gesellschaft für Musikwissenschaft gewonnen.
Gossett war Herausgeber der Gesamtausgaben von Gioachino Rossini und Giuseppe Verdi.
Seit 1989 war er Mitglied der American Academy of Arts and Sciences und seit 2008 der American Philosophical Society. Gossett wurde 2008 als ausländisches Mitglied der Kungliga Musikhögskolan i Stockholm in Schweden gewählt. 2009 wurde er korrespondierendes Mitglied der British Academy.